# سفارة سلوفينيا في إسبانيا
سفارة سلوفينيا في إسبانيا هي أرفع تمثيل دبلوماسي لدولة سلوفينيا لدى إسبانيا. تقع السفارة في وهي تهدف لتعزيز المصالح السلوفينية في إسبانيا.

## وصلات خارجية
- الموقع الرسمي
- قائمة سفارات سلوفينيا
- قائمة السفارات في إسبانيا